# Joseph Blanc

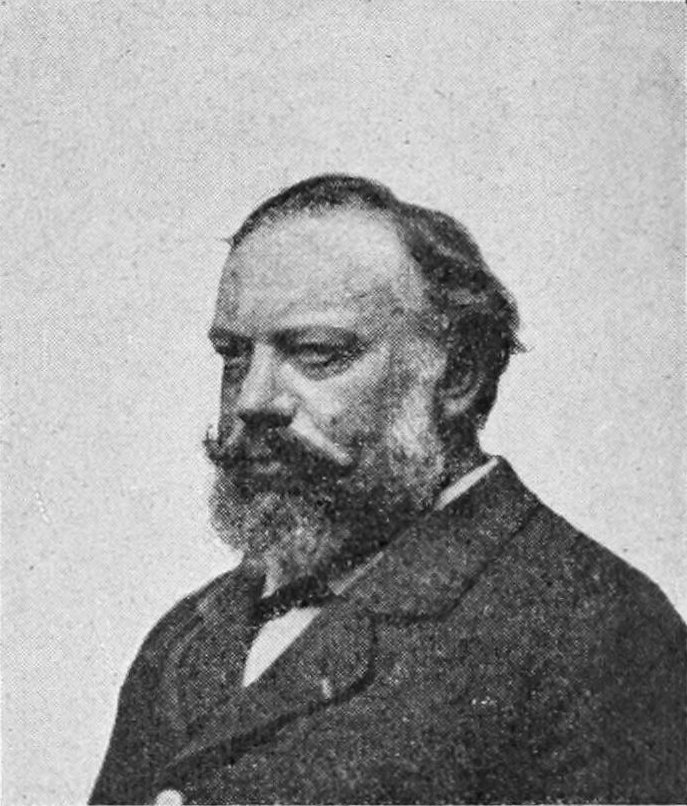
Joseph Blanc

Paul-Joseph Blanc, genannt Joseph Blanc (* 25. Januar 1846 in Paris; † 5. Juli 1904) war ein französischer Maler des Klassizismus.

## Leben und Wirken
Blanc kam an die École des Beaux-Arts seiner Heimatstadt und wurde dort u. a. Schüler von Émile Bin (1825–1897) und Alexandre Cabanel (1823–1889). Durch die Unterstützung seiner Lehrer konnte er nach einigen Jahren an der großen jährlich stattfindenden Ausstellung des Salon de Paris teilnehmen. 1867 wurde sein Gemälde „Le meurtre de Laïus par Œdipe“ mit dem Prix de Rome ausgezeichnet.
Blanc ließ sich nach seinem Abschluss an der École des Beaux-Art in Montmartre nieder und eröffnete ein großes Atelier, in dem er selbst auch Schüler ausbildete. Ab 1889 unterrichtete er für einige Zeit parallel auch an der EBA seiner Heimatstadt.
Joseph Blanc starb im Alter von 58 Jahren am 5. Juli 1904 in Paris und fand auf dem Friedhof von Passy (Division 8) seine letzte Ruhestätte.
Blancs Ruhm überdauerte die Zeit nicht, zu seinen Lebzeiten galt er aber u. a. anderem als gesuchter Porträtist. Nachdem er sich aus dem künstlerischen Schatten seiner Lehrer gelöst hatte und einen eigenen Stil vertrat, betraute man ihn auch mit kirchlichen und staatlichen Aufträgen.
Sein Schüler war Henri Rapin (1873–1939).

## Werke (Auswahl)
Ölgemälde
- Le meurtre de Laïus par Œdipe
- Perseus et Pegasus.

Porträts
- Paul Bert
- Georges Clemenceau
- Léon Gambetta

Staatliche Aufträge
- Clovis-Zyklus für Pantheon[1]
- Bilder-Zyklus für die Opéra-Comique[2]

Kirchliche Aufträge
- Passion Christi (14 Bilder) für die Stiftskirche „Saint Pierre“ in Douai, Département Nord
- Vier Grisailles für die Kuppel der Kirche St-Paul-St-Louis in Paris (4. Arrondissement)